# سه رنگ: آبی
سه رنگ: آبی (به فرانسوی: Trois Couleurs: Bleu) فیلمی فرانسوی، به کارگردانی کریشتوف کیشلوفسکی است که در سال ۱۹۹۳، ساخته شده‌است.
این فیلم، اولین بخش از سه‌گانهٔ سه رنگ کیشلوفسکی (قبل از سفید و قرمز) است.
موسیقی متن فیلم ساختهٔ آهنگساز لهستانی، زبیگنیف پرایسنر است.
بازی‌های این فیلم برعهده ژولیت بینوش (ژولی)، بنوآ رژن (الیویه)، هلن ونسان (روزنامه‌نگار)، فلورانس پرنل (ساندرن)، شارلوت وری (لوسیل)، امانوئل ریوا (مادر) و… بوده‌است. همچنین این فیلم توانست جایزه شیر طلایی و جام ولپی بهترین بازیگر زن را از جشنواره فیلم ونیز ۱۹۹۳ دریافت کند.

## داستان فیلم
در یک حادثهٔ رانندگی «ژولی»، شوهر و دختر کوچکش را از دست می‌دهد. شوهر او، آهنگساز مشهوری است. ژولی تصمیم به خودکشی می‌گیرد، اما جرئت این کار را نمی‌یابد. تلاش می‌کند از خاطرات و دلبستگی‌های گذشتهٔ خود، جدا شود. به پاریس می‌رود و در آپارتمان کوچکی به صورت گمنام، زندگی می‌کند. او سعی می‌کند در زندگی جدیدش، آزاد و رها باشد. قطعه‌ای از موسیقی شوهرش، او را به گذشته می‌برد. مردی که دلباختهٔ اوست، تعقیبش می‌کند و او در می‌یابد که شوهرش با او صادق نبوده و او به تدریج به این نتیجه می‌رسد که انسان هرگز نمی‌تواند آن‌گونه که خود می‌خواهد زندگی کند.

## بازخورد
سه رنگ: آبی مورد تحسین گسترده منتقدان فیلم قرار گرفت. در راتن تومیتوز ، این فیلم بر اساس ۵۵ نقد، با میانگین امتیاز ۸.۶/۱۰، دارای ۹۸٪ تاییدیه است.این فیلم همچنین در متاکریتیک دارای امتیاز ۸۷/۱۰۰ است که نشان دهنده «تحسین جهانی» است.    